# فهرست نمایندگان دوره هفتم مجلس شورای اسلامی
نمایندگان دور هفتم مجلس شورای اسلامی که انتخابات آن در ۹ اسفند ۱۳۸۲ و اولین جلسه‌ی آن در ۷ خرداد ۱۳۸۳ برگزار شد، ۳۳۳ نفر بودند که اسامی آن‌ها به ترتیب حروف الفبا در زیر آمده است. :

## آ، ا، ب، پ، ت، ث
آ
- جعفر آئین پرست - استان آذربایجان غربی (مهاباد)
- عادل آذر - استان ایلام (آبدانان / دره شهر / دهلران)
- ولی آذروش - استان اردبیل (اردبیل / نمین / نیر)
- حسین آفریده - استان خراسان شمالی (شیروان)

ا
- محمود ابطحی -استان اصفهان (خمینی شهر)
- سعید ابوطالب - استان تهران (اسلامشهر / تهران / ری /شمیرانات)
- احمد احمدی - استان تهران (اسلامشهر / تهران / ری /شمیرانات)
- علی احمدی - فارس (ممسنی)
- عباسعلی اختری - استان تهران (اسلامشهر / تهران / ری /شمیرانات)
- سید جمال‌الدین ارجمند - استان فارس (جهرم)
- محمدحسین استکی -استان اصفهان (اصفهان)
- حبیب‌الله اسماعیل‌زاده -استان اصفهان (فلاورجان)
- حسین اسلامی - استان مرکزی (ساوه)
- اکبر اعلمی - استان آذربایجان شرقی (آذر شهر / اسکو / تبریز)
- عماد افروغ - استان تهران (اسلامشهر / تهران / ری /شمیرانات)
- علی افشاری - استان اصفهان (سمیرم)
- عباس‌علی الله‌یاری - استان کرمانشاه (کرمانشاه)
- بهمن الیاسی - استان کرمانشاه (سنقرکلیایی)
- گل‌محمد الیاسی - استان آذربایجان شرقی (خاروانا / ورزقان)
- محمدسعید انصاری - استان خوزستان (آبادان)
- علی امامی راد - استان لرستان (کوهدشت)
- محمدرضا امیرحسنخانی - استان خراسان رضوی / خراسان جنوبی / یزد (فردوس / طبس / سرایان / بشرویه)
- الهام امین‌زاده - استان تهران (اسلامشهر / تهران / ری /شمیرانات)
- مسعود امینی - استان فارس (استهبان / نی‌ریز)
- عبدالغفور ایران‌نژاد - استان سیستان و بلوچستان (چابهار / نیکشهر)
- محمدقلی حاجی ایری - استان گلستان (بندر ترکمن / بندر گز / کردکوی)
- قدرت‌الله ایمانی - استان لرستان (خرم‌آباد)

ب
- محمدرضا باهنر - استان کرمان (کرمان)
- علی باغبانیان - استان اصفهان ( بادرود / خالد آباد / قمصر / نطنز / طرقرود )
- طاهرآقا برزگر تیکمه داش - استان آذربایجان شرقی (بستان آباد)
- بایرام گلدی برمک - استان گلستان (کلاله / مینودشت)
- احمد بزرگیان - استان خراسان رضوی (سبزوار)
- احمد بلوکیان - استان خراسان رضوی (کاشمر / کوهسرخ / بردسکن / خلیل آباد)
- علی بنایی - استان قم (قم)
- محمدباقر بهرامی - استان همدان (اسدآباد)
- حمید بهرامی احمدی - استان کرمان (رفسنجان)
- رفعت بیات - استان زنجان (زنجان / طارم)

پ
- حسین پاپی - استان لرستان (ازنا / دورود)
- عباس پاک‌نژاد - استان یزد (صدوق / یزد)
- رسول پورزمان - استان آذربایجان غربی (اشنویه / نقده)
- نورالدین پیرمؤذن - استان اردبیل (اردبیل / نمین / نیر)
- احمد پیش‌بین - استان کرمان (بافت)

ت
- اسدالله تابع - استان آذربایجان غربی (تکاب / شاهین‌دژ / میاندوآب)
- هاجر تحریری نیک صفت - استان گیلان (رشت)
- محمدناصر توسلی‌زاده - استان خراسان رضوی (تربت حیدریه)
- مرتضی تمدن - استان چهارمحال بختیاری (شهرکرد)

ث
- موسی‌الرضا ثروتی - استان خراسان شمالی (مانه / بجنورد / جاجرم / سملقان)

## ج، چ، ح، خ
ج
- حشمت‌الله جاسمی - استان کرمانشاه (سرپل ذهاب / قصر شیرین / گیلانغرب)
- علیمراد جعفری - استان کهگیلویه و بویراحمد (گچساران و باشت)
- اسماعیل جبارزاده - استان آذربایجان شرقی (آذر شهر / اسکو / تبریز)
- رشید جلالی جعفری - استان تهران (اشتهارد / کرج)
- محمدحسن جمشیدی اردشیری - استان مازندران (بهشهر / نکا)
- شبیب جویجری - استان خوزستان (اهواز)

ح
- انور حبیب‌زاده بوکانی - استان آذربایجان غربی (بوکان)
- بهرام حبیبی - استان مرکزی (خمین)
- هاشم حجازی‌فر - استان آذربایجان غربی (خوی)
- فتح‌الله حسن‌وند - استان لرستان (خرم‌آباد)
- سید احمد حسینی - استان کرمان (بردسیر / سیرجان)
- بهلول حسینی - استان آذربایجان شرقی (میانه)
- جلال حسینی - استان زنجان (زنجان / طارم)
- عبدالله حسینی - استان هرمزگان (بستک / بندرلنگه)
- سبحان حسینی حیدرآبادی - استان گلستان  (آق قلا)
- محمود حسینی دولت‌آبادی -استان اصفهان (برخوار / میمه)
- سیدحسن‌آقا حسینی طباطبایی - استان سیستان و بلوچستان (زابل)
- هادی حق‌شناس - استان گیلان (بندر انزلی)
- هوشنگ حمیدی - استان کردستان (دیواندره / سنندج / کامیاران)
- عطاءالله حکیمی - استان گیلان (رودبار)
- محمدعلی حیدری شلمانی - استان گیلان (لنگرود)
- فخرالدین حیدری - استان کردستان (بانه/سقز)
- فریدون حسنوند - استان خوزستان (اندیمشک)
- محمودرضا حسنوند - استان لرستان (سلسله و دلفان)

خ
- امیررضا خادم - استان تهران (اسلامشهر / تهران / ری /شمیرانات)
- احمد خاص احمدی - استان خراسان رضوی (تایباد / تربت جام)
- محمد خوش چهره - استان تهران (اسلامشهر / تهران / ری /شمیرانات)
- زادعلی خلیل طهماسبی - استان چهارمحال بختیاری (لردگان)
- سلمان خدادادی - استان آذربایجان شرقی (ملکان)

## د، ذ، ر، ز، ژ
د
- داود دانش جعفری - استان تهران (اسلامشهر / تهران / ری /شمیرانات)
- علی دانش منفرد - استان مرکزی (آشتیان / تفرش / فراهان)
- کمال دانشیار - استان خوزستان (امیدیه / بندر ماهشهر / هندیجان)
- هادی دوست محمدی - استان سمنان (سمنان)
- محمدحسن دوگانی آغچغلو - استان فارس (فسا)
- محمد دهقان - استان خراسان رضوی (طرقبه / چناران)
- علی دیرباز - استان هرمزگان (ابوموسی / بندرعباس / حاجی‌آباد / قشم)
- ولی‌الله دینی - استان آذربایجان شرقی (اهر / هریس)

ر
- جعفرقلی راهب - استان مازندران (تنکابن / رامسر)
- حجت الله روحی - استان مازندران (فریدونکنار / بابلسر)
- محمدهادی ربانی - استان فارس (شیراز)
- رجب رحمانی - استان قزوین (تاکستان)
- حسن رزمیان مقدم - استان خراسان رضوی (درگز)
- عبدالحمد رستاد - استان فارس (داراب / زرین‌دشت)
- عباس‌علی رستمی ثانی - استان خراسان رضوی (قوچان)
- احمد رسولی‌نژاد - استان تهران (دماوند / فیروزکوه)
- ولی رعیت - استان مازندران (جویبار / سوادکوه / قائمشهر)
- ابوالقاسم روحی سرخکلائی - استان مازندران (ساری)
- محمدنبی رودکی - استان فارس (شیراز)
- علی ریاض - استان تهران (اسلامشهر / تهران / ری /شمیرانات)

ز
- علی زادسر - استان کرمان (جیرفت / عنبرآباد)
- حمید زنگنه - استان خوزستان (اهواز)
- حسن زمانی - استان همدان (ملایر)

## س، ش، ص، ض
س
- محمدجعفر سادات موسوی -استان اصفهان (مبارکه)
- حسن سبحانی - استان سمنان (دامغان)
- حسین سبحانی‌نیا - استان خراسان رضوی (نیشابور)
- علی سرافراز یزدی - استان خراسان رضوی (مشهد / کلات)
- جواد سعدون‌زاده - استان خوزستان (آبادان)
- محمد سلطانی - استان زنجان (خدابنده)
- حسن سلیمانی - استان کرمانشاه (بیستون / صحنه / هرسین / کنگاور)
- حسن سیدآبادی - استان خراسان رضوی (سبزوار)
- مصطفی سیدهاشمی - استان آذربایجان شرقی (عجب شیر / مراغه)

ش
- محمدمهدی شاهرخی - استان لرستان (پلدختر / ملاوی)
- محمد شاهی عربلو - [استان [تهران]] (رباط کریم)
- عشرت شایق - استان آذربایجان شرقی (آذر شهر / اسکو / تبریز)
- عبدالمجید شجاع - استان بوشهر (دشتستان)
- ولی‌الله شجاع‌پوریان - استان خوزستان (بهبهان)
- سید حسن شجاعی کیاسری - استان مازندران (ساری)
- بیژن شهبازخانی - استان همدان (ملایر)
- محمدعلی شیخ - استان خوزستان (شوشتر)
- حسین شیخ الاسلام - استان تهران (اسلامشهر / تهران / ری /شمیرانات)

ص
- کیانوش صادق دقیقی - استان گیلان (آستانه اشرفیه)
- رمضان‌علی صادق‌زاده - استان گیلان (رشت)
- قیصر صالحی - استان بوشهر (جم / کنگان / دیر)
- رسول صدیقی بنابی - استان آذربایجان شرقی (بناب)
- امیر صنعتی مهربانی - استان آذربایجان شرقی (سراب)

## ط، ظ، ع، غ، ف، ق
ط
- محمدمهدی طباطبایی شیرازی - استان تهران (اسلامشهر / تهران / ری /شمیرانات)
- مصطفی طباطبایی‌نژاد -استان اصفهان (اردستان)
- هادی طباطبایی - استان خوزستان (ایذه / باغملک)
- رضا طلایی نیک - استان همدان (بهار / کبودرآهنگ)
- زین‌العابدین طهماسبی سروستانی - استان فارس (سروستان / کربال / کوار)

ع
- ناصر عاشوری قلعه رودخانی - استان گیلان (شفت / فومن)
- علیرضا عبادی - استان خراسان جنوبی (بیرجند)
- محمد عباس‌پور - استان آذربایجان غربی (ارومیه)
- اسدالله عباسی - استان گیلان (املش / رودسر)
- سید حسن عباسی - استان مرکزی (دلیجان / محلات)
- محمد عباسی - استان گلستان (آق قلا)
- قاسم عزیزی - استان مرکزی (شازند)
- تیمور علی‌عسگری - استان خراسان رضوی (مشهد / کلات)
- شکرالله عطارزاده - استان بوشهر (بوشهر / بندر دیلم / گناوه)
- قدرت‌الله علیخانی - استان قزوین (آوج / بوئین زهرا)

غ
- کریم غیاثی مرادی - استان آذربایجان شرقی (شبستر)

ف
- عابد فتاحی - استان آذربایجان غربی (ارومیه)
- مرتضی فضل‌علی - استان همدان (تویسرکان)
- حشمت‌الله فلاحت‌پیشه - استان کرمانشاه (اسلام‌آباد غرب)
- سلیمان فهیمی گیگلو - استان اردبیل (بیله سوار / پارس آباد)
- نفیسه فیاض‌بخش - استان تهران (اسلامشهر / تهران / ری /شمیرانات)

ق
- موسی قربانی - استان خراسان جنوبی (قائنات)
- حسین‌علی قاسم‌زاده - استان مازندران (بابل)
- علی‌اکبر قبادی حمزه‌خانی - استان فارس (ارسنجان / مرودشت)
- اسدالله قره‌خانی آلوستانی - استان گلستان (علی‌آباد کتول)
- محمد قمی - استان تهران (پاکدشت)

## ک، گ، ل، م
ک
- عبدالله کعبی - ‌‌استان خوزستان (آبادان)
- ابراهیم کارخانه‌ای - استان همدان (همدان)
- محمدتقی کاویانی‌پور - استان همدان (نهاوند)
- مرتضی کرمی - استان ایلام (ایوان / ایلام / شیروان و چرداول / مهران)
- محمد کریمیان - استان آذربایجان غربی (سردشت / پیرانشهر)
- محسن کوهکن -استان اصفهان (لنجان)
- ابوالفضل کلهر - استان تهران (شهریار)

گ
- اسماعیل گرامی مقدم - استان خراسان شمالی (مانه / بجنورد / جاجرم / سملقان)

م
- مجتبی مؤدب‌پور - استان گیلان (رشت)
- سید حاجی محمد موحد - استان کهگیلویه و بویراحمد (دهدشت و بهمئی و چرام و چاروسا)
- محمدقلی مارامایی - استان گلستان (گنبد قابوس)
- علی مویدی - استان فارس (سپیدان  / بیضا)
- منوچهر متکی - استان تهران (اسلامشهر / تهران / ری /شمیرانات)
- یوسف محبی - استان فارس (لارستان)
- جهانبخش محبی نیا - استان آذربایجان غربی - (میاندوآب/شاهین دژ/تکاب)
- علیرضا محجوب-استان تهران(اسلامشهر/تهران/ری/شمیرانات)
- محمدتقی محصل همدانی - استان یزد (ابرکوه / بافق / خاتم / مهریز)
- شاهین محمدصادقی - استان فارس (کازرون)
- محمود محمدی - استان فارس (آباده / بوانات / خرمبید)
- مصطفی محمدی - استان کرمانشاه (ثلاث باباجانی / جوانرود / پاوه)
- بهمن محمدیاری - استان گیلان (تالش / رضوانشهر /ماسال)
- ابوالقاسم مختاری - استان سیستان و بلوچستان (زابل)
- سید محمود مدنی بجستانی - استان خراسان رضوی ( گناباد / بجستان )
- حسن مرادی - استان مرکزی (اراک / کمیجان)
- قباد مرتضوی فارسانی - استان چهارمحال بختیاری (اردل/ فارسان / کوهرنگ / کیار)
- شاپور مرحبا - استان گیلان (آستارا)
- مهرانگیز مروتی - استان اردبیل (خلخال / کوثر)
- شهریار مشیری - استان هرمزگان (ابوموسی / بندرعباس / حاجی‌آباد / قشم)
- عبدالرضا مصری - استان کرمانشاه (کرمانشاه)
- حسین مظفر - استان تهران (اسلامشهر / تهران / ری /شمیرانات)
- غلامحسین مظفری - استان خراسان رضوی (نیشابور)
- علی معلمی‌پور - استان هرمزگان (جاسک / رودان / میناب)
- موریس معتمد - نمایندگان اقلیت (اقلیت‌های دینی / کلیمیان)
- سید احمد موسوی - خوزستان (اهواز)
- سید فضل‌الله موسوی - استان تهران (اسلامشهر / تهران / ری /شمیرانات)
- سید ناصر موسوی - استان خوزستان (رامهرمز)
- سید مرتضی موسوی - استان لرستان (الیگودرز)
- سید یونس موسوی سرچشمه -استان فارس (فیروزآباد / فراشبند / قیر و کارزین )
- نظام مولاهویزه - استان خوزستان (دشت آزادگان)
- محمدعلی مقنیان - استان کردستان (بیجار)
- ولی ملکی - استان اردبیل (مشگین شهر)
- محمدرضا میرتاج‌الدینی - استان آذربایجان شرقی (آذر شهر / اسکو / تبریز)
- غلامرضا میرزایی - استان چهارمحال بختیاری (بروجن)
- محمد میرمحمدی - استان قم (قم)
- هدایت‌الله میرمرادزهی - استان سیستان و بلوچستان (سراوان)

## ن، و، ه، ی
ن
- علی‌اکبر ناصری - استان مازندران (بابل)
- محمدعلی نبی‌زاده - استان کهکیلویه و بویراحمد (گچساران)
- ایرج ندیمی - استان گیلان (سیاهکل / لاهیجان)
- محمدحسین نژادفلاح - استان تهران (ساوجبلاغ و طالقان)
- ناصر نصیری - استان اردبیل (گرمی)
- قربان‌علی نعمت‌زاده قراخیلی - استان مازندران (جویبار / سوادکوه / قائمشهر)
- رضا نوروززاده - استان خراسان شمالی (اسفراین)
- حسین نوش‌آبادی - استان تهران (ورامین)
- حسن نوعی اقدم - استان اردبیل (اردبیل / نمین / نیر)
- محمدصادق نیرومند - استان خراسان جنوبی (سربیشه / نهبندان)
- احمد نیک فر - استان فارس (اقلید)
- کوروش نیک‌نام - نمایندگان اقلیت (اقلیت‌های دینی / زرتشتیان)

و
- گیورک وارطان - نمایندگان اقلیت (مسیحیان ارامنه شمال کشور)
- مختار وزیری - استان کرمان (منوجان / کهنوج)

ه
- مصطفی هاشمی ریسه - استان کرمان (شهر بابک)
- ستار هدایت‌خواه - استان کهگیلویه و بویراحمد (بویراحمد)
- فریدون همتی - استان ایلام (ایوان / ایلام / شیروان و چرداول / مهران)

ی
- منصور یاوری -استان اصفهان (گلپايگان / خوانسار)
- محسن یحیوی - استان لرستان (بروجرد)
- عزت‌الله یوسفیان ملا - استان مازندران (آمل / لاریجان
- سید جلال یحیی زاده - استان یزد (تفت / میبد)